# EXTP
A missão eXTP (X-Ray Timing and Polarimetry) é uma missão científica projetada para estudar o estado da matéria em condições extremas de densidade, gravidade e magnetismo.  Dentre os alvos primários incluem estrelas de nêutrons isoladas e binárias, sistemas de campo magnético forte como magnetares e buracos negros supermassivos e a massa estelar. O consórcio internacional eXTP inclui principalmente grandes instituições da Academia Chinesa de Ciências e Universidades na China, bem como grandes instituições em vários países europeus e nos Estados Unidos. Se a missão eXTP passar uma revisão final, ela pode ser lançada por volta de 2025